# Cheng Fei
Cheng Fei (kinesiska: 程菲; pinyin: Chéng Fēi), född den 29 maj 1988 i Huangshi, Hubei, är en kinesisk gymnast.
Hon var med och tog OS-guld i lagmångkampen, OS-brons i hopp och OS-brons i bom i samband med de olympiska gymnastiktävlingarna 2008 i Peking.